# 幽浮魔點
《幽浮魔點》（英語：The Blob）為1958年由派拉蒙電影公司所發行的B級科幻恐怖片，這部電影也正好捧紅了史提夫·麥昆。
這也是史萊姆的首次電影化，也將史萊姆塑造成一種食量超大的怪物。
即使這部片的劇情荒謬至極，特效也不夠純熟，但依然受觀眾喜愛。

## 續集
續集為1972年的《小心幽浮魔點》和1988年的《變形怪體》。

## 影響
- 2009年動畫電影《怪獸大戰外星人》中的角色B.O.B.，其原型便是出自於此片。

## 外部連結
- 互联网电影数据库（IMDb）上《The Blob (1958)》的资料（英文）
- AllMovie上《The Blob》的资料（英文）
- 互联网电影数据库（IMDb）上《Beware! The Blob (1972)》的资料（英文）
- 互联网电影数据库（IMDb）上《The Blob (1988)》的资料（英文）
- 互联网电影数据库（IMDb）上《Blobermouth (1990)》的资料（英文）
- The Blob Site - Location tour, trivia, Blobfest （页面存档备份，存于）
- Criterion Collection essay by Bruce Kawin （页面存档备份，存于）
- The Colonial Theatre in Phoenixville, PA - An historic, non-profit theatre and location in The Blob （页面存档备份，存于）
- Monstrous Movie Music, a soundtrack label that released the complete music score from The Blob in 2008
- Liner notes from the original Criterion Laserdisc
- From Silicone To The Silver Screen - Book about the making of The Blob movie （页面存档备份，存于）